# Mateusz Grunenberg
Mateusz Grunenberg (ur. 14 listopada 1787 w Barczewku, zm. 17 kwietnia 1863 tamże.) - nauczyciel, autor i wydawca polskich podręczników. 
Był wiejskim nauczycielem stosującym nowoczesne wówczas poglądowe metody nauczania oraz autorem i wydawcą polskich śpiewników i modlitewników, etnograf. Urodził się w rodzinie ubogiego nauczyciela i organisty, po którym przejął w 1803 obowiązki nie mając żadnego przygotowania. Ukończył szkołę podstawową. Na dalszą naukę brakowało środków finansowych. Ograniczył się do studiów prywatnych, które odbywał pod kierunkiem miejscowych nauczycieli. Z ich pomocą mógł przygotowywać się do zawodu nauczycielskiego. Grunenberg w wieku 15 lat został powołany na stanowisko nauczyciela w Barczewku, gdzie pracował aż do śmierci. Był ceniony przez władze oświatowe i biskupa warmińskiego Józefa von Hohenzollerna oraz przez mieszkańców Barczewka. Będąc samoukiem posiadał wysokie walory pedagogiczne. Praktykowało u niego kilkudziesięciu kandydatów na nauczycieli. W latach 1829–1832 nauczał w miejscowej szkole syna barona Hoverbecka z Nikielkowa. 
Tłumaczył z niemieckiego na język polski modlitewniki dla dzieci oraz podręczniki do nauki religii i języka polskiego. Opracował do druku kilka modlitewników oraz polskie podręczniki i śpiewniki do nauczania w szkołach na Warmii, m.in. Zbiór nabożnych pieśni katolickich (1834), Początek czytania dla szkół elementarnych (1838). Wykształcił wielu nauczycieli dla polskich szkół parafialnych na Warmii. W latach 1833–1834 współpracował z czasopismem oświatowym "Preussnschule". Ponadto od 1827 zbierał polskie pieśni religijne i świeckie. Niestety, większość jego zbiorów zaginęła. Te, które ocalały są najstarszymi polskimi utworami ludowymi z Warmii. Zgromadzona przez niego biblioteka liczyła około 300 tomów. Posiadał także duże uzdolnienia muzyczne. W Barczewku założył kapelę wiejską, której działalność przetrwała do lat pięćdziesiątych XX wieku. Zbierał także okazy przyrody, minerały, sporządzał pomoce naukowe z biologii i zoologii. Leczył także miejscową ludność ziołami.  